# WSV 08 Lauscha
| WSV 08 Lauscha          | WSV 08 Lauscha                                                     |
| ----------------------- | ------------------------------------------------------------------ |
| Logo des WSV 08 Lauscha |                                                                    |
| Voller Name             | Wintersportverein 1908 Lauscha e. V.                               |
| Webpräsenz              | WSV 08 Lauscha                                                     |
| Mitglieder              | 200                                                                |
| gegründet am            | 10. Januar 1908                                                    |
| Sportarten              |                                                                    |
| Jugendarbeit            | Skispringen, Nordische Kombination, Skilanglauf                    |
| Sportstätten            | Skilanglauf: Loipen 2,5 km und 5 km Skispringen: Marktiegelschanze |
| Großereignisse          | FIS-Cup, Alpencup, DSV-Jugendcup-Deutschlandpokal                  |

Der Wintersportverein 1908 Lauscha e. V. (Kurzform WSV 08 Lauscha) ist ein Sportverein im thüringischen Lauscha, der in den Wintersportarten Skilanglauf, Nordische Kombination und Skispringen in der Region bedeutende Jugendarbeit leistet.

## Geschichte

### 1908–1949
Um die Jahrhundertwende zum 20. Jahrhundert brachten Jenaer Studenten die ersten Skier nach Lauscha mit. Die Lehrer Apel und Mühlfeld ließen sich je ein Paar Ski mitbringen und erprobten sie auf den Hängen um Lauscha, was auf großes Interesse stieß. Viele Einheimische bauten sich solche „Bretter“ nach. 1907 gab es schon an die 100 Skiläufer in Lauscha. Da bereits 1904 in Zella St. Blasii und Oberhof und 1905 in Ernstthal Wintersportvereine gegründet worden waren, kamen am 10. Januar 1908 im Gasthaus „Wilder Mann“ 50 interessierte Einwohner, darunter 15 Damen, zusammen und gründeten den Lauschaer Wintersportverein. Erster Vorsitzender des Vereins war der Postassistent Seidenschwanz.
Die Ziele des Vereins entsprachen nicht den Vorstellungen einer großen Zahl von Mitgliedern, die an regionalen sportlichen Wettkämpfen interessiert waren. Deshalb gründeten die ambitionierteren Wintersportler eine separate Abteilung, als Ausrichter fungierte jedoch der Gesamtverein. Am 14. Februar 1909 fand das erste Wintersportfest in Lauscha statt, an dem ca. 70 Sportler teilnahmen. Auf dem Programm standen: Sprunglauf für Senioren auf einem provisorischen Sprunghügel an der Igelskuppe, Damenlanglauf und „Kunstfahren“ für Herren. Der wettkampfmäßig betriebene Wintersport entwickelte sich in der Folgezeit enorm. Man benötigte vor allem eine fest installierte Sprunganlage, die am 28. Dezember 1911 im Marktiegel eingeweiht wurde. Nun war Lauscha in der Lage, Skisportveranstaltungen in größerem Rahmen zu veranstalten. Ausgetragen wurden hier neben den Sportfesten die Südthüringer Meisterschaften, nachdem die Wintersportvereine von Lauscha, Sonneberg und Neufang am 18. November 1910 im Hotel „Fridolin“ in Lauscha den Verband Südthüringer und Fränkischer Wintersportvereine gegründet hatten, dem rasch weitere acht Vereine aus der Region, aus Mönchröden, Coburg und auch aus Gera beitraten, während die im gleichen Skigebiet trainierenden Sportler aus Ernstthal, Igelshieb und Neuhaus dem Thüringer Wintersport-Verband angehörten. Als dieser den Ausschließlichkeitsanspruch, Verbandsmeisterschaften nur in Oberhof auszutragen, fallen ließ, schlossen sich die südthüringer Vereine am 27. August 1919 dem Thüringer Wintersport-Verband an.
Die Auswirkungen des Ersten Weltkrieges brachten den Wintersport fast zum Erliegen. 1922 verzeichnete der Verein nur noch 57 Mitglieder. In den folgenden Jahren entwickelte sich der Wintersportverein in Lauscha jedoch zu einem der mitgliederstärksten in Thüringen. 1924 und 1927 bewarb sich der WSV 08 um die Ausrichtung der Thüringer Meisterschaften, 1929 wurde Lauscha gemeinsam mit dem Nachbarort Ernstthal damit betraut. 1931 richteten Lauscha und Ernstthal gemeinsam die Deutschen Skimeisterschaften aus. Im Umfeld dieses Großereignisses nahm der Skisport in Lauscha erneut einen spürbaren Aufschwung. Viele junge Leute wurden Mitglieder des Vereins und beteiligten sich am Übungs- und Wettkampfbetrieb. 1939 waren es bereits 230 Mitglieder. Der Zweite Weltkrieg unterbrach dann wiederum die Entwicklung des Sports. 1941 wurde der Wettkampfbetrieb eingestellt. Zahlreiche hoffnungsvolle Lauschaer Skisportler fielen während des Krieges. Es dauerte längere Zeit, bis der Wintersport wieder seinen Platz im gesellschaftlichen Leben der Ortschaft einnehmen konnte. Wie schwer der sportliche Neubeginn in den Hungerjahren nach dem Krieg war, geht aus der Chronik hervor; so waren die Siegerpreise beispielsweise ein Brot, eine Wurst oder auch ein lebender Stallhase.

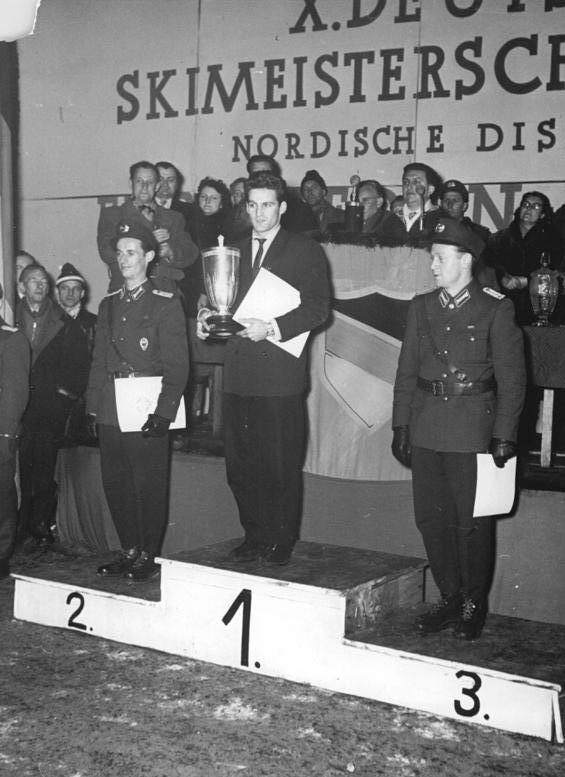
Helmut Recknagel, Harry Glass und Werner Lesser bei der X. Deutschen Skimeisterschaft 1959 in Lauscha

### 1949–1989

Historisches Logo der BSG Chemie Lauscha

In der DDR wurde der Sport als Aushängeschild des Staates stark gefördert. Dies hatte auch in Lauscha eine sprunghafte Aufwärtsentwicklung zur Folge. 1953 zählte die Sektion Wintersport der BSG Chemie Lauscha, in die der bisherige Wintersportverein aufgegangen war, 110 Mitglieder. In den folgenden Jahren entstand im Marktiegel eine moderne Dreischanzenanlage mit zeitgemäßen Kampfrichtertürmen. Dabei leisteten die Mitglieder der Sektion 40.000 freiwillige und unbezahlte Arbeitsstunden. Der erste größere Wettkampf auf der neuen Anlage wurde 1957 im Rahmen von DDR-Jugendmeisterschaften ausgetragen.
Im Zuge einer Neuorganisation des Leistungssports in der DDR wurde die Sektion Wintersport zu einer Schwerpunktsektion erklärt, deren Ziel es war, Nachwuchssportler für die Leistungszentren der international startenden Sportclubs heranzubilden. Bereits 1955 delegierte sie die ersten Talente an die Kinder- und Jugendsportschulen (KJS) in Zella-Mehlis und Oberhof, wo von nun an regelmäßig junge Wintersportler aus Lauscha und Umgebung lernten und trainierten. Der zum ASK Vorwärts Oberhof delegierte Herbert Kirchner nahm 1960 in Squaw Valley mit der gesamtdeutschen Mannschaft an den Olympischen Winterspielen im Biathlon über 20 km teil.
1959 wurde Lauscha mit der Ausrichtung der X. Deutschen Skimeisterschaft betraut. Die Lauschaer schufen dafür über 100 Schneeplastiken. Von 1960 bis 1987 war die Marktiegelschanze in Lauscha neben der Inselbergschanze in Brotterode und der Schanzenanlage im Kanzlersgrund in Oberhof Station der Thüringer Schanzentournee. 1970, 1974 und 1977 fand hier jeweils ein Springen der internationalen Springertournee der Freundschaft statt. 1976 und 1984 wurden in Lauscha DDR-Meisterschaften durchgeführt. Die Sportanlagen wurden immer wieder auf die modernsten Standards gebracht und sind seit 1971 durch die FIS für internationale Wettbewerbe zertifiziert.

### 1990 – heute

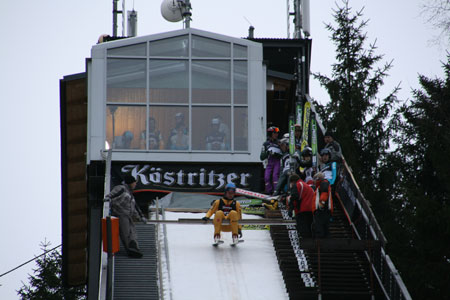
Ein Wettbewerb auf der Normalschanze

Durch die gesellschaftlichen Veränderungen infolge der Wende 1989 rückte der Sport vorübergehend in den Hintergrund. Einige Sportfreunde besannen sich aber schnell auf die Wintersporttradition des Ortes. Die Abteilung Wintersport im neu gegründeten Sportverein Lauscha e. V. richtete die 1. Thüringer Landesmeisterschaft nach der Wiedervereinigung aus. In der Saison 1993/94 wurde ein Interkontinentalcup-Springen durchgeführt. Vom Internationalen Skiverband FIS erhielt der Veranstalter höchste Anerkennung und der Wettbewerb in Lauscha wurde zu einem festen Termin im internationalen Wettkampfkalender. 1997 überschrieb die Stadt Lauscha dem Wintersportverein die Schanzenanlage. Somit war der Weg frei, Fördermittel zu beantragen und auch größere Sponsoren zu gewinnen. Bis 2004/05 wurden auf der Anlage regelmäßig Interkontinentalcup- bzw. Continental-Cup-Skispringen ausgetragen, ab 2005/06 fanden hier FIS-Cup-Wettbewerbe statt. Daneben tritt der WSV 08 Lauscha als Ausrichter von Wettbewerben im Junioren- und Jugendbereich, wie dem Alpencup, dem DSV JOSKA Jugendcup-Deutschlandpokal, Ranglisten-Wettkämpfen des Thüringer Skiverbandes und Landes- und Kreisjugendspielen auf. Zum Abschluss der Saison 2009/10 wurde der WSV 08 Lauscha am 10. Juni 2010 vom Thüringer Skiverband als Veranstalter des Jahres ausgezeichnet. Vom 27. Februar bis zum 1. März 2015 fanden hier die Deutschen Nordischen Jugendmeisterschaften Skisprung/Nordische Kombination statt.

## Sportanlagen

### Langlauf
Der WSV 08 Lauscha spurt und unterhält in jedem Winter Loipen in einer 2,5-km- und einer 5-km-Schleife mit anspruchsvollen Streckenprofilen. Bei Wettbewerben im Skilanglauf und in der Nordischen Kombination dient die Sportanlage des FSV 07 Lauscha auf dem Tierberg als Start und Ziel.

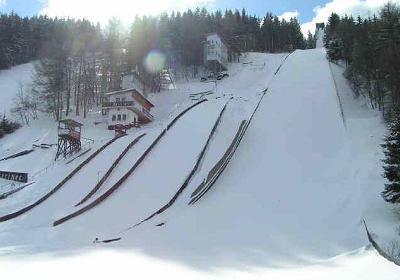
Schanzenanlage im Marktiegel

### Sprungschanzenanlage
Die Marktiegelschanze ist eine Skisprung-Normalschanzenanlage. Die Schanzenanlage befindet sich im Henriettenthal, mitten im Ort. Sie wird vom WSV 08 Lauscha unterhalten, betrieben und zum Training im Nachwuchsbereich genutzt. Die erste Sprungschanze im Marktiegel wurde am 28. Dezember 1911 eingeweiht. Bei diesem Wettspringen stellte Otto Müller-Schulwilm mit 21 m den ersten Schanzenrekord auf. Nach dem Zweiten Weltkrieg wurde die Anlage ab 1953 als Dreischanzenanlage, ergänzt mit zwei Kinder- und Jugendschanzen, neu errichtet und immer wieder modernisiert und vergrößert. Die Anlage erfüllt alle Standards für internationale Wettbewerbe. Die Normalschanze besitzt ein FIS-Zertifikat. Den aktuellen Schanzenrekord hält mit 109,0 m Mario Seidl (Österreich). Auch die kleineren Schanzen entsprechen modernsten Anforderungen. Sie sind mit Matten belegt und besitzen Edelstahlanlaufspuren.
Normalschanze
- Schanzengröße: HS 102
- K-Punkt: 92 m
- Rekord: 109,0 m (Mario Seidl, Österreich, 2010)
- Tischwinkel: 10,5°
- Tischhöhe: 2,75 m
- Aufsprungwinkel: 36,5°
- Baujahr: 1911

Weitere Schanzen
- K47 („Schwabenschanze“, Schanzenrekord: 49,5 m), K27 (SR: 28,5 m), K16 (SR: 17,0 m), K10 (SR: 11,0 m)

## Jugendarbeit
Die Förderung des Nachwuchses im Wintersport hat in Lauscha eine große Tradition. Der ehemalige Bundestrainer Reinhard Heß, der Vizeweltmeister im Skifliegen Axel Zitzmann und der Deutsche Meister und zweimalige Weltcup-Sieger André Kiesewetter erlernten hier das Skispringen, arbeiteten bzw. starteten jedoch für den SC Motor Zella-Mehlis.

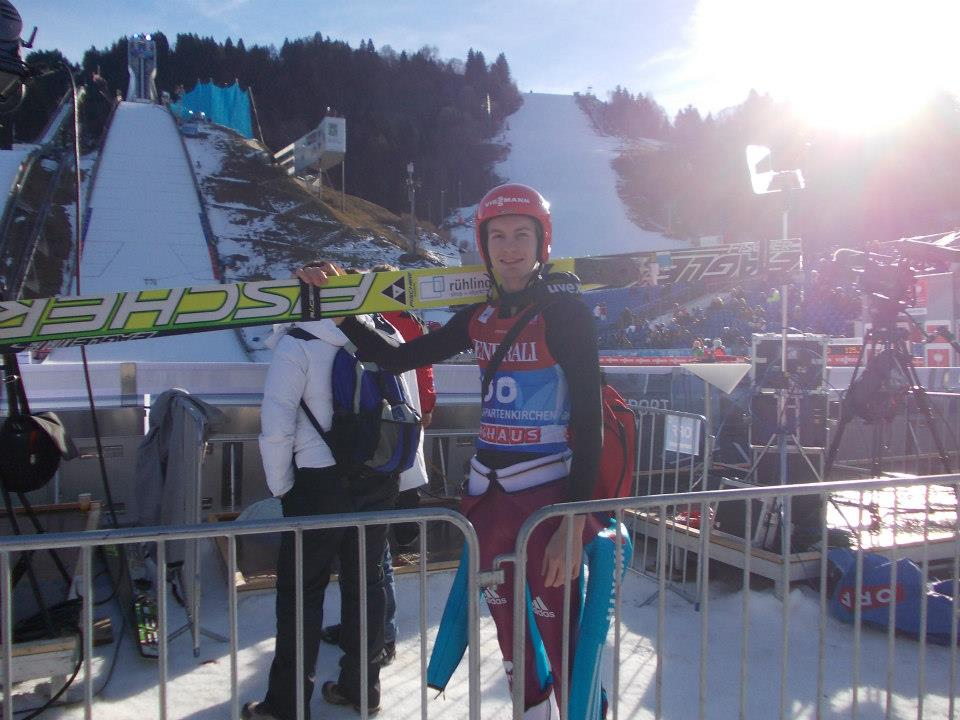
Danny Queck beim Neujahrsspringen der Vierschanzentournee 2012/13

Der Skispringer Danny Queck (Sportfördergruppe der Bundeswehr Oberhof, trainierte im Olympiastützpunkt Hinterzarten) holte 2012 die ersten Punkte im Weltcup für den WSV und startete bis 2016 im Skisprung-Continental-Cup.
Michael Schuller, Deutscher Jugendmeister in der Nordischen Kombination sowie Teilnehmer der Jugendweltmeisterschaften 2011, 2012 und 2013 und Stephan Bätz, Thüringer Meister 2013, starteten im Continentalcup der Nordischen Kombination. Als Kombinierer begann auch Maximilian Otto, der als D/C-Kader 2012/13 im Europacup im Skeleton startete.
Spezialspringer Lukas Wagner, 2009 Gesamtsieger im Schülercup und B2-Kader, heute Olympiastützpunkt Oberstdorf, feierte 2011 mit einem 3. Platz seinen ersten Erfolg im FIS-Cup. Am 16. und 17. Januar 2016 ging er in Zakopane wieder im FIS-Cup an den Start, am 5. März 2016 erreichte er in Planica einen 4. und am 12. März 2016 in Harrachov einen 7. Platz und damit den 30. Platz der Gesamtwertung.
Pauline Heßler, Team-Juniorenweltmeisterin 2015, ist 1b-Kader der Nationalmannschaft und debütierte am 5. Dezember 2014 in Lillehammer im Weltcup. Lehrgangsgruppe 1a-Kader ist die OPA-Meisterin 2015 Luisa Görlich, die beim FIS-Cup-Auftakt am 11. und 12. Juli 2015 in Villach, Österreich, auf die Podestplätze sprang und am 31. Januar 2016 in Oberstdorf im Weltcup debütierte. Luisa trainiert im Skiinternat Oberstdorf. Pauline ist in Erfurt wohnhaft, nimmt an den Lehrgängen der Kaderschmiede teil und trainiert in Oberhof.

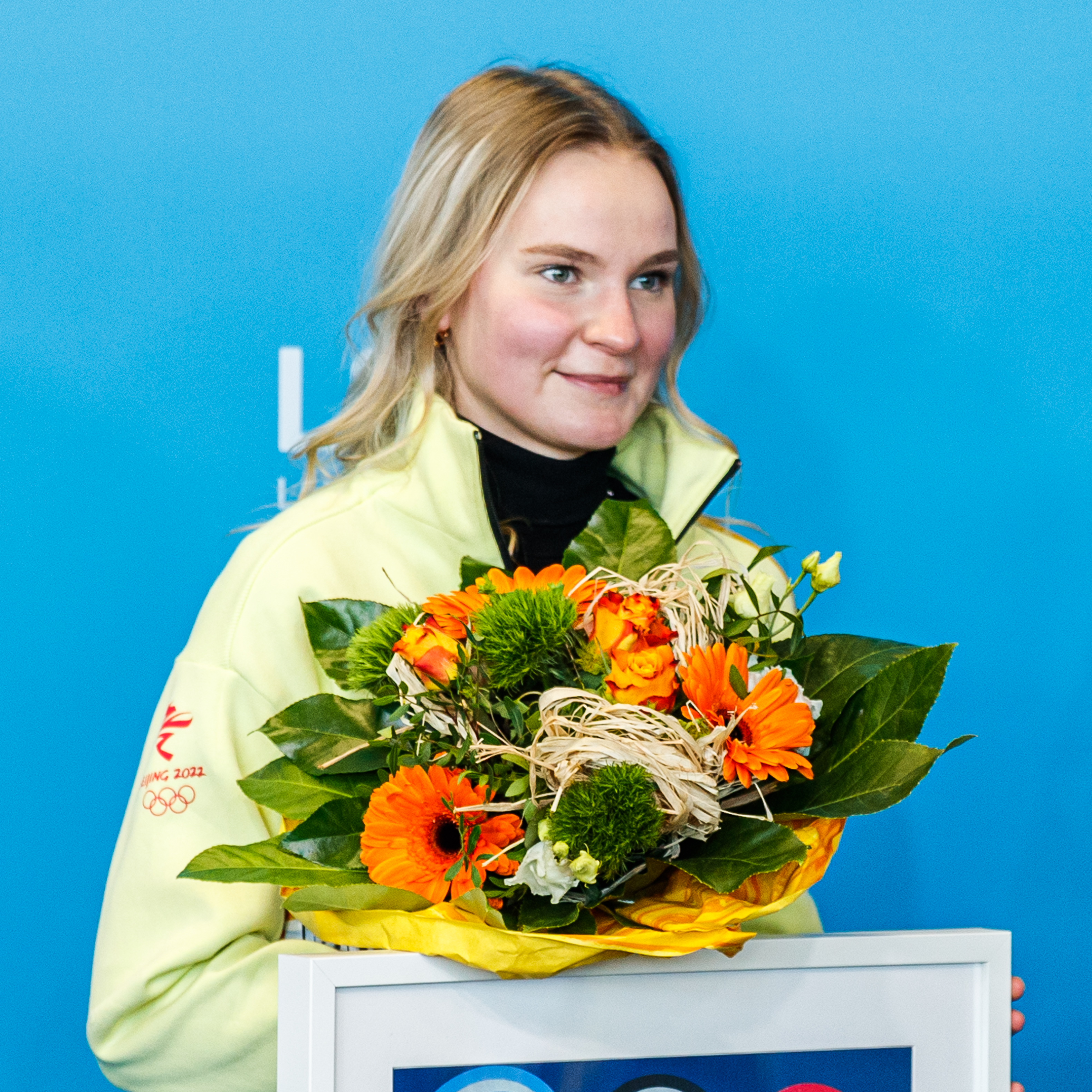
Pauline Heßler Im Kader der Deutschen Skisprung-Nationalmannschaft für die olympischen Winterspiele in Peking 2022

Sophia Görlich, Schülerin im Sportgymnasium Oberhof und ebenfalls C-Kader der Nationalmannschaft, startete im Continentalcup. Sie musste ihre Karriere aufgrund einer schweren Knieverletzung beenden. Ihre Schwester Emilia Görlich wurde in den 1a Kader der Nordisch Kombinierten berufen und startete am 9. und 10. Januar 2015 in Žiri erstmals im Alpencup.
Der Jugendtrainer Jens Greiner-Hiero leitete seit 1994 das Training. Er sicherte sich 2012 die Thüringer Meisterschaft in der Herrenklasse 36 und ist 6-facher Seniorenweltmeister im Skispringen. Im Jahr 2019 wechselte er als Sichtungstrainer nach Oberhof. Seitdem leitet der ehemalige Kaderspringer Oliver Reck die Jugend-Geschicke des WSV Lauscha. Im Verein trainieren heute in der Jugendabteilung etwa 50 junge Sportler nahezu täglich.
Pauline Heßler gelang 2021 die Qualifikation für die deutsche Damen-Skisprungnationalmannschaft. Sie vertrat als erste Athletin den WSV 08 Lauscha bei den Olympischen Winterspielen in Peking. Luisa Görlich wurde bei den Nordischen Skiweltmeisterschaften 2023 in Planica Weltmeisterin im Team.